# The Ecleftic: 2 Sides II a Book
The Ecleftic: 2 Sides II a Book ist das zweite Studioalbum des haitianischen Hip-Hop-Musikers Wyclef Jean. Es erschien am 18. August 2000 über das Label Columbia Records als Standard- und Special-Edition, inklusive fünf Bonussongs und drei Musikvideos.

## Produktion
Wyclef Jean selbst sowie Jerry Duplessis fungierten bei dem Album als Ausführende Produzenten und schufen auch gemeinsam fast alle Instrumentals, wobei sie von Sedeck als Co-Produzent unterstützt wurden. Lediglich der Beat zum Lied Where Fugees At? wurde von Salaam Remi produziert.

## Covergestaltung
Das Albumcover der Standard-Edition zeigt Wyclef Jean, der einen blauen Overall trägt und den Betrachter ansieht. Links und rechts von seinem Oberkörper befinden sich schwarze Streifen sowie die Schriftzüge Wyclef Jean und The Ecleftic in Schwarz. Der Hintergrund ist komplett weiß gehalten. Das Cover der Special-Edition ziert das gleiche Motiv, jedoch ist der Hintergrund hier in Beige gehalten und am oberen Bildrand befindet sich zusätzlich der schwarze Schriftzug 2 Sides II a Book. Links im Bild steht außerdem die Anmerkung Special Edition in Rot.

## Gastbeiträge
Auf elf bzw. 15 Titeln des Albums treten neben Wyclef Jean andere Künstler in Erscheinung. So ist die Sängerin Mary J. Blige auf dem Song 911 zu hören, während Da Cypha eine Kollaboration mit Marie Antoinette, Supreme C und Hope Harris ist, Letzterer ist außerdem auf Perfect Gentleman vertreten. Die Band Earth, Wind and Fire sowie das R&B-Duo The Product G&B sind auf Runaway zu hören. Youssou N’Dour und MB² unterstützen Wyclef Jean auf Diallo, während The Rock und das R&B-Duo Melky Sedeck Gastauftritte in It Doesn’t Matter haben. Der Track Low Income stellt eine Zusammenarbeit mit Beast und der 718-Crew dar und Small World ist auf Thug Angels sowie Hollyhood to Hollywood vertreten. In Skits sind außerdem Kenny Rogers und Pharoahe Monch sowie Whitney Houston zu hören.
Auf der Special-Edition sind des Weiteren die Refugee Allstars bei den Liedern We Trying to Stay Alive und Guantanamera vertreten, während der Rapper Canibus einen Gastbeitrag auf Gone Till November (The Makin’ Runs Remix) hat. Perfect Gentleman (Remix Radio Edit) ist eine Kollaboration mit dem Rapper Xzibit sowie dem Dancehall-Musiker Yellowman.

## Titelliste
| #  | Titel                                   | Gastbeiträge                                | Produzent                                    | Länge |
| -- | --------------------------------------- | ------------------------------------------- | -------------------------------------------- | ----- |
| 1  | Columbia Records                        |                                             |                                              | 1:53  |
| 2  | Where Fugees At?                        |                                             | Salaam Remi                                  | 3:48  |
| 3  | Kenny Rogers – Pharoahe Monch Dub Plate | Kenny Rogers und Pharoahe Monch             | Jerry Duplessis und Wyclef Jean              | 3:04  |
| 4  | Thug Angels                             | Small World                                 | Jerry Duplessis, Wyclef Jean und Sedeck (Co) | 6:35  |
| 5  | It Doesn’t Matter                       | The Rock und Melky Sedeck                   | Jerry Duplessis, Wyclef Jean und Sedeck (Co) | 3:57  |
| 6  | 911                                     | Mary J. Blige                               | Jerry Duplessis, Wyclef Jean und Sedeck (Co) | 4:19  |
| 7  | Pullin’ Me In                           |                                             | Jerry Duplessis, Wyclef Jean und Sedeck      | 4:38  |
| 8  | Da Cypha                                | Marie Antoinette, Supreme C und Hope Harris | Jerry Duplessis, Wyclef Jean und Sedeck (Co) | 4:27  |
| 9  | Runaway                                 | Earth, Wind and Fire und The Product G&B    | Jerry Duplessis, Wyclef Jean und Sedeck (Co) | 4:56  |
| 10 | Red Light District                      |                                             |                                              | 0:40  |
| 11 | Perfect Gentleman                       | Hope Harris                                 | Jerry Duplessis, Wyclef Jean und Sedeck (Co) | 4:09  |
| 12 | Low Income                              | Beast und 718-Crew                          | Jerry Duplessis, Wyclef Jean und Sedeck (Co) | 4:20  |
| 13 | Whitney Houston Dub Plate               | Whitney Houston                             |                                              | 1:42  |
| 14 | However You Want It                     |                                             | Jerry Duplessis, Wyclef Jean und Sedeck (Co) | 3:03  |
| 15 | Hollyhood to Hollywood                  | Small World                                 | Jerry Duplessis, Wyclef Jean und Sedeck (Co) | 4:45  |
| 16 | Diallo                                  | Youssou N’Dour und MB²                      | Jerry Duplessis, Wyclef Jean und Sedeck (Co) | 7:22  |
| 17 | Something About Mary                    |                                             | Jerry Duplessis, Wyclef Jean und Sedeck (Co) | 5:20  |
| 18 | Bus Search                              |                                             |                                              | 0:47  |
| 19 | Wish You Were Here                      |                                             | Jerry Duplessis, Wyclef Jean und Sedeck (Co) | 4:06  |

Bonus-CD der Special-Edition:
| # | Titel                                      | Gastbeiträge         | Produzent                                    | Länge |
| - | ------------------------------------------ | -------------------- | -------------------------------------------- | ----- |
| 1 | Gone Till November                         |                      | Jerry Duplessis und Wyclef Jean              | 3:29  |
| 2 | Gone Till November (The Makin’ Runs Remix) | Canibus              |                                              | 4:05  |
| 3 | We Trying to Stay Alive                    | Refugee Allstars     | Jerry Duplessis, Wyclef Jean und Pras Michel | 3:12  |
| 4 | Guantanamera                               | Refugee Allstars     | Tommy LiPuma                                 | 4:31  |
| 5 | Perfect Gentleman (Remix Radio Edit)       | Xzibit und Yellowman |                                              | 4:01  |

+ Musikvideos der Lieder Gone Till November, 911 und Perfect Gentleman

## Rezensionen
| Professionelle Bewertungen | Professionelle Bewertungen |
| -------------------------- | -------------------------- |
| Kritiken                   |                            |
| Quelle                     | Bewertung                  |
| laut.de                    | [ 4 ]                      |
| Rolling Stone              | [ 5 ]                      |
| allmusic                   | [ 6 ]                      |
| RapReviews                 | [ 7 ]                      |

## Kommerzieller Erfolg

### Chartplatzierungen und Singles
The Ecleftic: 2 Sides II a Book stieg am 4. September 2000 auf Platz 20 in die deutschen Albumcharts ein und belegte in den folgenden Wochen die Ränge 23, 29 und 39. Insgesamt konnte es sich mit Unterbrechungen 32 Wochen in den Top 100 halten. In den USA belegte das Album Position 9 der Charts und hielt sich 30 Wochen in den Top 200. Auch in Österreich, der Schweiz und Großbritannien erreichte das Album hohe Chartpositionen.
Vier Lieder des Albums wurden als Singles ausgekoppelt. Diese waren die Songs It Doesn’t Matter (DE #47), 911, Perfect Gentleman und Wish You Were Here.
| ChartsChartplatzierungen       | Höchstplatzierung | Wochen |
| ------------------------------ | ----------------- | ------ |
| Deutschland (GfK)              | 20 (32 Wo.)       | 32     |
| Österreich (Ö3)                | 17 (25 Wo.)       | 25     |
| Schweiz (IFPI)                 | 10 (37 Wo.)       | 37     |
| Vereinigte Staaten (Billboard) | 9 (30 Wo.)        | 30     |
| Vereinigtes Königreich (OCC)   | 5 (19 Wo.)        | 19     |

### Auszeichnungen für Musikverkäufe
The Ecleftic: 2 Sides II a Book verkaufte sich in Deutschland über 150.000 Mal und erhielt somit im Jahr 2002 eine Goldene Schallplatte. In den Vereinigten Staaten wurde das Album für mehr als eine Million verkaufte Exemplare mit Platin ausgezeichnet, während es in Großbritannien für über 100.000 Verkäufe eine Goldene Schallplatte bekam.
| Land/Region                  | Auszeichnungen für Musikverkäufe (Land/Region, Auszeichnung, Verkäufe) | Verkäufe  |
| ---------------------------- | ---------------------------------------------------------------------- | --------- |
| Deutschland (BVMI)           | Gold                                                                   | 150.000   |
| Kanada (MC)                  | Gold                                                                   | 50.000    |
| Norwegen (IFPI)              | Gold                                                                   | 25.000    |
| Schweden (IFPI)              | Gold                                                                   | 40.000    |
| Vereinigte Staaten (RIAA)    | Platin                                                                 | 1.000.000 |
| Vereinigtes Königreich (BPI) | Gold                                                                   | 100.000   |
| Insgesamt                    | 5× Gold · 1× Platin ·                                                  | 1.365.000 |